# Pablo Elisii
Pablo Marcelo Elisii (* 14. října 1971 Buenos Aires) je bývalý argentinský zápasník – judista.

## Sportovní kariéra
V argentinské mužské reprezentaci se pohyboval od počátku devadesátých let dvacátého století ve střední váze do 86 kg. Od roku 1993 nahradil v reprezentaci na pozici reprezentační jedničky Sandro Lópeze. V roce 1996 startoval na olympijských hrách v Atlantě, kde prohrál ve druhém kole s Kubáncem Yosvani Despaignem po verdiktu sudích (hantei) na praporky. Po skončení sportovní kariéry koncem devadesátých let se věnuje trenérské práci.

## Výsledky
| Olympijské hry          |     |    |     | úč. |
| Mistrovství světa       | úč. |    | úč. |     |
| Panamerické hry         |     |    | 3.  |     |
| Panamerické mistrovství |     | 3. |     | úč. |
| Jihoamerické hry        |     | ?  |     |     |